# Spermophilus xanthoprymnus
Spermophilus xanthoprymnus là một loài động vật có vú trong họ Sóc, bộ Gặm nhấm. Loài này được Bennett mô tả năm 1835.